# Denislav Aleksandrov
Denislav Martinov Aleksandrov (in bulgaro Денислав Мартинов Александров?; Pleven, 19 luglio 1997) è un calciatore bulgaro, centrocampista dello Slavia Sofia.

## Carriera

### Club
Cresciuto nel settore giovanile del Ludogorec, ha esordito in prima squadra il 22 maggio 2016 disputando l'incontro di A PFG perso 0-2 contro il Beroe.

### Nazionale
Ha giocato nelle nazionali giovanili bulgare Under-19 ed Under-21.
Il 18 novembre 2020 ha esordito con la nazionale maggiore bulgara giocando l'incontro di UEFA Nations League pareggiato 0-0 contro l'Irlanda.

## Statistiche

### Presenze e reti nei club
Statistiche aggiornate al 23 febbraio 2021.
| Stagione               | Squadra                | Campionato             | Campionato | Campionato | Coppe nazionali | Coppe nazionali | Coppe nazionali | Coppe continentali | Coppe continentali | Coppe continentali | Altre coppe | Altre coppe | Altre coppe | Totale | Totale |
| Stagione               | Squadra                | Comp                   | Pres       | Reti       | Comp            | Pres            | Reti            | Comp               | Pres               | Reti               | Comp        | Pres        | Reti        | Pres   | Reti   |
| ---------------------- | ---------------------- | ---------------------- | ---------- | ---------- | --------------- | --------------- | --------------- | ------------------ | ------------------ | ------------------ | ----------- | ----------- | ----------- | ------ | ------ |
| 2014-2015              | Ludogorec              | A-PFG                  | 0          | 0          | CB              | 1               | 0               | UCL                | 0                  | 0                  |             | -           | -           | 1      | 0      |
| 2015-2016              | Ludogorec              | A-PFG                  | 2          | 0          | CB              | 1               | 0               | UCL                | 0                  | 0                  |             | -           | -           | 3      | 0      |
| 2016-2017              | Ludogorec              | 1L                     | 3          | 0          | CB              | 1               | 0               | UCL+UEL            | 0                  | 0                  |             | -           | -           | 4      | 0      |
| 2017-2018              | Ludogorec              | 1L                     | 2          | 1          | CB              | 0               | 0               | UCL+UEL            | 0                  | 0                  |             | -           | -           | 2      | 1      |
| Totale Ludogorec       | Totale Ludogorec       | Totale Ludogorec       | 7          | 1          |                 | 3               | 0               |                    | 0                  | 0                  |             | -           | -           | 10     | 1      |
| 2015-2016              | Ludogorec II           | 2L                     | 19         | 1          |                 | -               | -               |                    | -                  | -                  |             | -           | -           | 19     | 1      |
| 2016-2017              | Ludogorec II           | 2L                     | 17         | 4          |                 | -               | -               |                    | -                  | -                  |             | -           | -           | 17     | 4      |
| 2017-2018              | Ludogorec II           | 2L                     | 26         | 8          |                 | -               | -               |                    | -                  | -                  |             | -           | -           | 26     | 8      |
| 2018-gen. 2019         | Ludogorec II           | 2L                     | 15         | 6          |                 | -               | -               |                    | -                  | -                  |             | -           | -           | 15     | 6      |
| Totale Ludogorec II    | Totale Ludogorec II    | Totale Ludogorec II    | 77         | 19         |                 | -               | -               |                    | -                  | -                  |             | -           | -           | 77     | 19     |
| gen.-mag. 2019         | CSKA 1948 Sofia        | 2L                     | 10         | 6          | CB              | 0               | 0               |                    | -                  | -                  |             | -           | -           | 10     | 6      |
| 2019-2020              | CSKA 1948 Sofia        | 2L                     | 20         | 4          | CB              | 2               | 3               |                    | -                  | -                  |             | -           | -           | 22     | 7      |
| 2020-2021              | CSKA 1948 Sofia        | 1L                     | 12         | 1          | CB              | 1               | 1               |                    | -                  | -                  |             | -           | -           | 13     | 2      |
| Totale CSKA 1948 Sofia | Totale CSKA 1948 Sofia | Totale CSKA 1948 Sofia | 42         | 11         |                 | 3               | 4               |                    | -                  | -                  |             | -           | -           | 45     | 15     |
| Totale carriera        | Totale carriera        | Totale carriera        | 126        | 31         |                 | 6               | 4               |                    | 0                  | 0                  |             | -           | -           | 132    | 35     |

### Cronologia presenze e reti in nazionale
| Cronologia completa delle presenze e delle reti in nazionale ― Bulgaria | Cronologia completa delle presenze e delle reti in nazionale ― Bulgaria | Cronologia completa delle presenze e delle reti in nazionale ― Bulgaria | Cronologia completa delle presenze e delle reti in nazionale ― Bulgaria | Cronologia completa delle presenze e delle reti in nazionale ― Bulgaria | Cronologia completa delle presenze e delle reti in nazionale ― Bulgaria | Cronologia completa delle presenze e delle reti in nazionale ― Bulgaria | Cronologia completa delle presenze e delle reti in nazionale ― Bulgaria |
| Data                                                                    | Città                                                                   | In casa                                                                 | Risultato                                                               | Ospiti                                                                  | Competizione                                                            | Reti                                                                    | Note                                                                    |
| ----------------------------------------------------------------------- | ----------------------------------------------------------------------- | ----------------------------------------------------------------------- | ----------------------------------------------------------------------- | ----------------------------------------------------------------------- | ----------------------------------------------------------------------- | ----------------------------------------------------------------------- | ----------------------------------------------------------------------- |
| 18-11-2020                                                              | Dublino                                                                 | Irlanda                                                                 | 0 – 0                                                                   | Bulgaria                                                                | UEFA Nations League 2020-2021 - 1º turno                                | -                                                                       | 81’                                                                     |
| Totale                                                                  |                                                                         | Presenze                                                                | 1                                                                       |                                                                         | Reti                                                                    | 0                                                                       |                                                                         |

## Palmarès

### Club

#### Competizioni nazionali
- Supercoppa di Bulgaria: 1

Ludogorec: 2014
- Campionato bulgaro: 4

Ludogorec: 2014-2015, 2015-2016, 2016-2017, 2017-2018
- Vtora profesionalna futbolna liga: 1

CSKA 1948 Sofia: 2019-2020